# ألفاظ الاحترام اليابانية

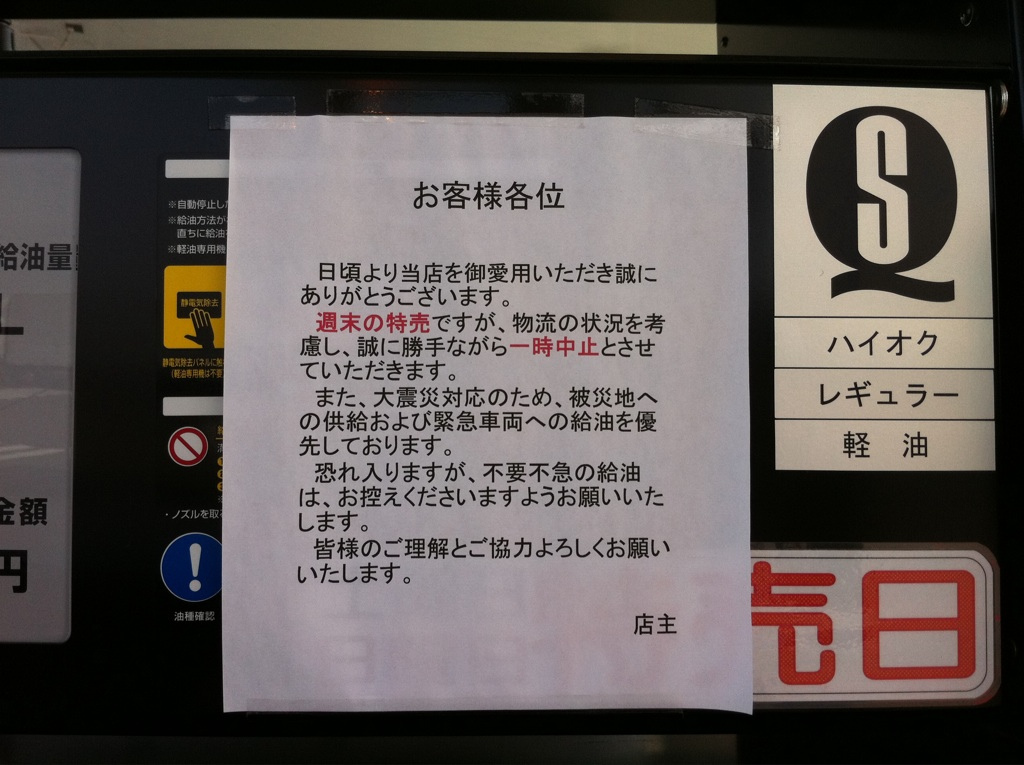

ألفاظ الاحترام اليابانية: يستخدم اليابانيون العديد من ألفاظ الاحترام (اللواحق) الملحقة بالأسماء عند مخاطبة بعضهم البعض أو عند الإشارة إلى شخص ما، وتختلف حسب الحالة والعمر والجنس. استخدام هذه الألفاظ واجب في أغلب الأحيان لكن يمكن أو ينبغي التخلي عنها في أحيان أخرى.

## الاستعمال
على الرغم من أن ألفاظ الاحترام ليست جزءا من قواعد اللغة اليابانية، إلا أنها جزء هام من اللسانيات الاجتماعية اليابانية، فاستعمالها الصحيح ضروري للحديث بطريقة احترافية ومناسبة. بمعنى أن استخدام لفظ احترام عند إشارة الشخص إلى نفسه أو حذفه عندما يكون من المنبغي استعماله يعتبر خطأ فادحا إن صح التعبير إذ يجعل صاحبه يبدو متعجرفا.
لفظ الاحترام يستخدم عادة عند إشارة الشخص إلى مخاطبه، أو عند الإشارة إلى شخص آخر ليس طرفا في المحادثة. إلا أنه يحذف من قبل بعض الكبار سنا أو مقاما عند الحديث عن أفراد مجموعتهم الأقرب (من الجماعة وخارج الجماعة) وفي الكتابات الرسمية، ولا يستخدم أبدا عند إشارة الشخص إلى نفسه إلا على سبيل المزاح، أو للتعبير عن التعجرف كاستخدام ore-sama، أو لتبدو ظريفا كاستخدام chan.
التخلي عن استعمالها، وهو ما يعرف بـ يوبيسوتي yobisute) 呼び捨て)، يستوجب الألفة بين الشخصين وغالبا ما يكون عند مخاطبة الشخص لزوجه، أفراد عائلته الأصغر سنا، الأشخاص الأقل رتبة (كأستاذ الفنون التقليدية عن تلامذته)، ومع الأصدقاء المقربين. أما ما بين زملاء الفريق الرياضي أو القسم عندما يكون المخاطب مقاربا للسن، يمكن قبول استخدام اسم العائلة فقط دون لاحقة.
بعض الناس من الجيل الجديد (تقريبا المولودين منذ 1970) يفضلون أن ينادوا دون استخدام لفظ الاحترام ولا يستخدمونه بدورهم.
عند الإشارة إلى شخص ثالث، هذه الألفاظ تستعمل إلا عند الحديث عن أفراد عائلة الشخص مع شخص ليس منها، أو عن أعضاء الشركة عند الحديث مع زبون أو شخص من شركة أخرى -هذا هو التمييز بين الداخل-الخارج (uchi-soto (ingroup-outgroup-.
استخدام ألفاظ الاحترام مرتبط بالحديث بطريقة رسمية honorific speech in Japanese فاستعمال سان وساما عند الحديث بالمستوى العامي يعتبر تناقضا.

## ألفاظ الاحترام

### سان
سان -باليابانية さん- (تنطق في بعض الأحيان «هان» はん في لهجة كانساي)، هو لقب الاحترام الأكثر شيوعا بمعنى «السيد» أو «السيدة»، يضاف إلى الاسم الأول أو إلى اسم العائلة أو لهما معا (مثلا بفرض شخص اسمه «يامادا يوكي» نقول: «يوكي-سان» أو «يامادا-سان» أو «يامادا يوكي- سان»)، كما أنه يستعمل بطرق أخرى.
سان يستخدم في أسماء أفراد الأسرة. على سبيل المثال، الأم هي okaa-san (يستخدم عادة عند حديث شخص عن أم غيره من الناس)، في حين أن الكلمة التي تعني ببساطة «الأم» (أو ماما) هي هاها haha 母 (يستخدمه الشخص عند الحديث عن أمه). بنفس الطريقة، يستخدم مع الأب، والإخوة والأخوات الأكبر سنا otoo-san الأب، onii-san الأخ الأكبر، onee-san الأخت الكبرى (يمكن استخدام chichi بابا، ani الأخ الأكبر، ane الأخت الكبرى، عند حديث الشخص عن أبيه، عن أخيه الأكبر، وعن أخته الكبرى).
سان يستخدم مع أماكن العمل لنحصل على اسم العامل (المهنة)، مثلا هونيا-سان honya-san معناه بائع الكتب (هونيا = محل بيع الكتب)، والجزار نيكويا-سان nikuya-san (نيكويا = دكان بيع اللحوم).
سان يستخدم أحيانا مع أسماء الشركات. على سبيل المثال، مكتب أو محل شركة تدعى كوجيما دنكي Kojima Denki يمكن أن يشار إليه ب "كوجيما دنكي-سان Kojima Denki-san من قبل شركة أخرى مجاورة. هذا ويمكن ملاحظة هذا على الخرائط الصغيرة المستخدمة في دليل الهواتف وفي بطاقات الأعمال في اليابان، حيث يشار إلى أسماء الشركات باستخدام سان.
سان ويمكن أيضا أن تعلق على أسماء الحيوانات، أو حتى الجماد. على سبيل المثال، الأرانب كحيوانات أليفة يمكن أن يطلق عليها usagi-san، والأسماك المستخدمة للطهي يمكن أن يشار إليها sakana-san. لكن هذا يعتبر صبيانيا لذا ينبغي تجنبه في خطاب رسمي.
على شبكة الإنترنت، في الألعاب اليابانية غالبا ما يضاف إلى أسماء اللاعبين الرفاق الرقم 3 للدلالة على «سان» (مثلا بدل كتابة Taro-san يكتب Taro3)، إذ أن الرقم 3 باليابانية هو 3 (عدد) ويلفظ «سان».

### ساما
ساما بالكانجي 様 و さま بالهيراغانا. هي النسخة الأكثر احتراما من سان. يستعمله المتحدث مع الأشخاص الأكبر رتبة منه بكثير، مع الضيوف أو الزبائن، وأحيانا اتجاه شخص عزيز جدا. عند استعماله لإشارة المتحدث إلى نفسه، ساما يعبر عن التعجرف كاستعمال (俺様 (ore-sama.
ساما تتبع عادة اسم المرسل إليه في الطرود البريدية، الرسائل، والرسائل الإلكترونية الخاصة بالعمل.
ساما تستعمل أيضا في بعض التعابير الخاصة مثل o-machidō sama (شكرا جزيلا على انتظارك).

### كون
كون بالكانجي 君 وبالهيراغانا くん ويستخدم من قبل أشخاص أكبر سنا أو مقاما عند مخاطبة أو الإشارة إلى من هم أقل سنا أو مقاما منهم، أو من قبل أي شخص عند مخاطبة أو الإشارة إلى الأطفال أو المراهقين، أو بين الأصدقاء الذكور. ويمكن استخدامها أيضا من قبل الإناث عند مخاطبة شخص إن كن يعرفنه لفترة طويلة من الزمن. على الرغم من أن كون يستخدم عادة للفتيان، إلا أن هذه ليست قاعدة صارمة. فعلى سبيل المثال، يمكن استخدام كون لدعوة الأصدقاء أو أفرد العائلة من أي جنس كانوا. وأيضا في بيئات العمل يمكن مخاطبة الموظفات باستخدام كون من جانب كبار السن أو من هم أكبر رتبة من الذكور. كما يمكن للأستاذ أن يستخدمها عند مخاطبة طالباته.
في برلمان اليابان، يستخدم الرئيس كون عند مخاطبة أعضاء البرلمان والوزراء. وكان الاستثناء عندما كانت تاكاكو دوى هي الرئيسة إذ أنها استخدمت لقب سان.

### تشان
تشان(ちゃん) هي لاحقة ضآلة، تعبر عن تحبيب المتكلم للشخص. عامة، يستعمل تشان للرضع، الأطفال الصغار، الأجداد والمراهقين. قد تستعمل أيضا للحيوانات، الأصدقاء المقربين، ولأي امرأة شابة. استخدام تشان مع الرؤساء أو ما شابه يعتبر غير مهذب.
على الرغم من أن ألفاظ الاحترام لا يستخدمها المتكلم عن نفسه، إلا أن بعض الشابات يتصنعن الصبيانية باستعمال ضمير الغائب مع تشان عند الإشارة إلى أنفسهن (الصبيانية من منطلق أن الأطفال الصغار لم يتعلموا التفريق بين الأسماء المستعملة للنفس والأخرى المستعملة للغير بعد). فمثلا، فتاة شابة تدعى كاناكو قد تدعو نفسها كاناكو-تشان بدلا من استخدام ضمير المتكلم. وقد تحذف كذلك (~كو) (子~) -اللاحقة التي تعد جزءا من العديد من الأسماء اليابانية للفتيات-، وتدعو نفسها كانا-تشان.

### بوو
بوو ぼう، هي لاحقة ضآلة أخرى تعبر عن التحبيب. تستعمل أيضا للأطفال الرضع والصغار، لكن حصريا للذكور.

### سينباي وكوهاي
سِنباي (senpai) بالكانجي 先輩 وبالهيراغانا せんぱい، تستخدم لمخاطبة أو الإشارة إلى الزملاء الكبار في المدارس، الدوجو (أماكن للتدريب على الفنون القتالية)، أو في النوادي الرياضية. ففي المدارس، الطلبة في الصفوف الأعلى من المتكلم هم سِنباي أما الأساتذة فليسوا سِنباي بل سِنسي (انظر أسفل). الطلاب من نفس الصف أو أقل ليسوا سِنباي أيضا بل كوهاي. كذلك في مجال الأعمال، الزملاء ذووا الخبرة هم سِنباي أما الرئيس فليس كذلك.
كذلك تأتي كلمه سنباي للشخص له تاريخ مليء بالبطولات... وفي العادة تأتي كلمه سنباي للرجل الكبير والمحترم.
سِنباي يمكن أن يستعمل وحده أو مقترنا بالاسم.
على الرغم من أننا نكتب سِنباي إلا أنه وبسبب بعض قواعد النطق في اليابانية فإننا ننطق النون ميما في هذه الحالة أي سِمباي.
كوهاي (kōhai) بالكانجي 後輩 وبالهيراغانا こうはい، وهو للصغار سنا عكس سِنباي، لكنه لا يستخدم عادة كلفظ احترام بل يستخدم كون بدله.

### سِنسي
سِنسي (sensei) بالكانجي 先生 وبالهيراغانا せんせい (حرفيا تعني «ولد قبلي»). تستخدم للمدرسين، الأطباء، السياسيين، المحامين، وغيرهم من ذوي السلطة، لإظهار الاحترام لشخص حقق مستوى معينا من إتقان فن أو مهارة من أي نوع آخر، وكذا للروائيين والشعراء والرسامين والفنانين الآخرين.
في الفنون القتالية اليابانية، سِنسي يستعمل لرئيس الدوجو.
كلمة سِنسي مثل سنباي يمكن أن تستعمل وحدها أو مقترنة بالاسم.
سِنسي لا تستخدم عادة عند مخاطبة أصحاب الخبرات الأكاديمية العالية، بل يستخدم هاكاسي 博士 بدل ذلك (حرفيا تعني دكتور، لكن المعنى الأقرب هو أستاذ -بروفيسور-).
سِنسي يمكن استخدامها بتودد، أو بسخرية. فوسائل الإعلام اليابانية تستخدمها (مكتوبة بحروف الكاتاكانا التي تقابل التأكيد على الكلمة باستخدام الحروف المائلة) لتسليط الضوء على المصابين بجنون العظمة ممن يشعرون بالإطراء عندما ينادون سِنسي.

### شي
شي (氏) يستخدم في الكتابات الرسمية، وأحيانا في الخطاب الرسمي للغاية، عند الإشارة إلى شخص غير مألوف للمتكلم، عادة عندما يعرف المتكلم الشخص من خلال المنشورات فقط لكن لم يسبق له وأن التقى به فعلا. على سبيل المثال، شي لقب شائع في كلام المذيعين. يفضل استخدامه في الوثائق القانونية، والمجلات العلمية، وغيرها من أساليب الكتابات الرسمية. عندما يكون اسم الشخص قد استخدم مع شي لمرة، يمكن بعد ذلك الإشارة إليه باستخدام شي فقط دون الاسم، ما دام المقصود شخص واحد فقط.

## ألقاب أخرى

### الألقاب المتعلقة بالمهن
من الشائع استخدام اسم الوظيفة بعد اسم الشخص، بدلا من استخدام لقب احترام عام. على سبيل المثال، رياضي [選手] (سِنشو -senshu-) اسمه تاكاشي يمكن أن يشار إليه باستخدام تاكاشي-سِنشو بدلا من تاكاشي-سان، وكذا سيد النجار [棟梁] (توريو-tōryō-) اسمه سوزوكي قد يشار إليه ب سوزوكي-tōryō بدلا من سوزوكي-سان.
في بيئة الأعمال التجارية، من الشائع الإشارة إلى الأشخاص باستخدام رتبهم، لا سيما بالنسبة لمناصب السلطة، مثل رئيس القسم [部長] (بُتشو -buchō-) ورئيس الشركة [社長] (شَتشو -shachō-).
ضمن شركة الشخص أو عند حديثه عن شركة أخرى، اللقب + سان هو المستخدم، أي الرئيس هو شاتشو-سان (shachō-san). عند حديث المرء عن شركته إلى زبون أو شخص من شركة أخرى، يستخدم اللقب وحده أو مرفقا بالاسم، فرئيس قسم اسمه سوزوكي يشار إليه بـبُتشو وحده أو سوزوكي-بُتشو -.
لكن، عند إشارة الشخص إلى نفسه يستخدم اللقب بشكل غير مباشر، فلو استخدمه مباشرة يعتبر هذا تعجرفا. لذا، رئيس قسم اسمه سوزوكي على سبيل المثال، عند تعريفه بنفسه يقول: [部長の鈴木] (بُتشو نو سوزوكي -Buchō no Suzuki-) بدلا من [鈴木部長] (سوزوكي-بُتشو Suzuki-buchō).

### ألقاب المجرمين والمتهمين
المدانون والمشتبه بهم كان يشار إليهم في الماضي دون ألقاب، لكن الآن يجري بذل جهد للتمييز بين المشتبه بهم (|容疑者|yōgisha) والمدعى عليهم (|被告|hikoku)، والمدانين (|受刑者|jukeisha)، وذلك لكي لا يفتراض أن الشخص مذنب قبل ثبوت أي شيء. هذه الألقاب يمكن أن تستخدم وحدها أو مقترنة بالأسماء.
ولكن، على الرغم من أن «المتهم» و«المدعى عليه» بدآ كوصفين محايدين، إلا أنهما أصبحا مهينين مع مرور الوقت.
عندما اعتقل غورو اناغاكي Gorō Inagaki (موسيقي وممثل ياباني) لحادث سير في عام 2001، أشارت بعض وسائل الاعلام إليه باللقب الجديد مِنبا (|メンバー|menbā)، وأصله الكلمة الإنجليزية member (عضو)، تفاديا لاستخدام (|容疑者|yōgisha) التي تعني المشتبه به كما ذكر أعلاه. ((حقائق | تاريخ = مارس 2007)) ولكن بالإضافة إلى انتقادها كونها غير طبيعية، أصبحت هذه الكلمة ذات معنى مهين بسرعة كبيرة جدا.

### ألقاب للشركات
هناك العديد من الكلمات لقول «شركتنا» و«شركتكم». «شركتنا» يمكن التعبير عنها بالكلمة المعبرة عن التواضع هيشا(|弊社|heisha)-معناها تقريبا شركتنا المتواضعة- أو بالكلمة الحيادية جِشا (|自社|jisha) -معناها الشركة الخاصة بنا-، أما «شركتكم» فيمكن التعبير عنها بالكلمة الفخرية كِشا (|貴社|kisha) -معناها الشركة النبيلة، تستخدم في الكتابات-، أو أونشا (|御社|onsha) -معناها الشركة المشرفة، تستخدم في الكلام-. بالإضافة إلى ذلك، الكلمة المحايدة طوشا (|当社|tōsha) -تعني هذه الشركة- يمكن أن تشير إما إلى شركة المتكلم أو إلى شركة المخاطب.
جميع هذه الألقاب تستخدم لذاتها دون إلحاقها بأسماء.
عندما يذكر اسم شركة من المهم أن ذكر حال الشركة، أي إن كانت شركة عامة (|株式会社|kabushikigaisha)، أو خاصة (|有限会社|yūgen gaisha). وهذه غالبا ما تكون مختصرة باستعمال 株و有 على التوالي.

### Dono / دونو
لقب تونو (殿) ينطق دونو (どの)، عندما يرتبط باسم يعني عموماً «الرب»(lord) أو «سيد»(master). إلا إنه لا يساوي حالة «النبل»، بالأحرى يعبر عن مصطلح «سيدي» أو المصطلح الفرنسي مونسينيور "Monseigneur"، ويقع بين لقب «سان» و «ساما» في مستوى الاحترام.
هذا اللقب لا يستخدم عادةً في المحادثة اليومية، إلا أنه لا يزال يستخدم في بعض أنواع المراسلات التجارية الخطية، بالإضافة إلى الشهادات والجوائز، والتراسل في حفلات الشاي اليابانية، كان يستخدم أيضاً ليدل على أن الشخص المشار إليه لديه نفس المرتبة العالية للشخص الذي يشير إليه، وللدلالة أنه يحظى بالاحترام من المتحدث.
عندما يستخدم هذا اللقب في محادثة في أيامنا الحالية يتم استخدامه على سبيل المزاح لإبداء المبالغة في العمر، وغالباً ما يُستخدم أيضاً في [الأنمي/المانجا].

### الملكية والألقاب الرسمية
- Heika  (陛下؟) يستخدم في السيادة الملوك، على غرار«ال» باللغة الإنكليزية. على سبيل المثال، ((nihongo | Tennō Heika ' |天皇陛下|)) تعني «جلالة الامبراطور»، و ((nihongo | Kōgō Heika ' |皇后陛下|)) يعني صاحبة الجلالة الامبراطورة. ((nihongo | Kokuō Heika ' |国王陛下|)) هو جلالة الملك و ((nihongo | جو Heika |女王陛下|)) هي صاحبة الجلالة الملكة' '. ' Heika في حد ذاتها يمكن أن تستخدم أيضا كنتيجة مباشرة لمدة معالجة، أي ما يعادل «صاحب الجلالة».
- Denka  (殿下؟) تستخدم لغير ذات السيادة الملوك، على غرار«السمو الملكي». على سبيل المثال، ((nihongo | Suwēden Ōkoku ، Vikutoria Kōtaishi Denka |スウェーデン王国،ヴィクトリア皇太子殿下| | «صاحبة السمو الملكي ولي العهد] [فيكتوريا، ولي عهد السويد الأميرة لل| الأميرة فيكتوريا للمملكة السويد] ]»}}. ' Denka يمكن استخدامها في حد ذاته، على غرار «، يا السمو الملكي».
- Hidenka  (妃殿下؟) هي للتصدي للزوج من الأمير، ويستخدم على غرار غيرها من الألقاب الملكية.
- Kakka (閣下؟) يعني«صاحب السعادة» ويستخدم للسفراء ورؤساء الدول. فهو أيضا يمكن أن تستخدم في حد ذاته أو يعلق على عنوان محدد.

### فنون الدفاع عن لقب
وغالبا ما تعالج العسكرية الفنانين معلميهم كما سينسي. من الصغير إلى الكبير من الطلبة من خلال تنظيم senpai / kōhai النظام.
عناوين مختلفة كما تستخدم للإشارة إلى كبار المدربين. الألقاب التي تستخدم بوجه خاص يعتمد على الترخيص.

#### شوجو
شوجو ((nihongo | Shōgō |称号| | «الملكية» و«الاسم»، و«درجة»)) فنون الدفاع عن النفس عناوين وضعها داي نيبون Butoku كاي.
- ((nihongo | Renshi |錬士:れんし)): مدرب.
- ((nihongo | Kyōshi |教士:きょうし)) يشير إلى دورة متقدمة لتدريب المعلمين.
- ((nihongo | Hanshi |範士:はんし)) يشير إلى أحد كبار الخبراء يعتبر «معلم المعلمين». ويستخدم هذا الكتاب العديد من الفنون المختلفة لعدد قليل من كبار المعلمين في هذا النمط، وأحيانا بترجمة «غراند ماستر».
- ((nihongo | مى |名人)): جائزة خاصة من قبل مجلس الممتحنين. انظر أيضا مى.

#### عناوين أخرى
- ((nihongo | Kyōshi |教師:きょうし))، وهي في كل يوم اليابانية يمكن أن تكون أكثر تواضعا مرادفا للsensei '، وأحيانا يستخدم للإشارة إلى مدرب.
- ((nihongo | Oyakata |親方:おやかた|))، والماجستير، وخاصة السومو مدرب. بالمعنى الحرفي هو شخص ولي.
- ((nihongo | شيهان |師範:しはん))، ومجرد وسيلة لمدرب كبير ؛ عكس العناوين أعلاه، لا تتعلق الصف. (وفي Isshin - ريو مدرسة الكاراتيه دو، شيهان وتستخدم للإشارة إلى درجة 5th الأحزمة السوداء أو أعلى.)
- ((nihongo | Shidōin |指導員:しどういん))، وسيط مدرب، كما لا علاقة لها الرتبة.
- ((nihongo | Shishō |師匠:ししょう|)) عنوان آخر يستخدم لفنون القتال المدربين.
- ((nihongo | زكي |関:ぜき|))، بالمعنى الحرفي للكلمة «الحاجز»، وتستخدم لالسومو المصارعين في أعلى شعبتين (sekitori).
- ((nihongo | hōshi |法師:ほうし|))، وراهب بوذي
- ((nihongo | shushō |首相))، رئيس وزراء اليابان

## رخيم اللواحق والتلاعب بالكلام
في كلمة غير رسمية، فإن بعض الناس قد اليابانية استخدام اللواحق مبدع في مكان طبيعي honorifics. هذا هو في جوهره شكل من أشكال التلاعب بالكلام، واللواحق لاختيار الصوت، أو صديقة أو احتقاره دلالات. ورغم أن مجموعة من هذه اللواحق التي قد صاغ هي بلا حدود، وقد اكتسبت بعض هذه الاستعمال على نطاق واسع أن الحدود بين المنشأة والتلاعب بالكلام honorifics أصبحت واضحة بعض الشيء. ومن أمثلة هذه التغيرات تشمل اللواحق تشان على ' (أنظر أدناه)، النحلة (احتقاره وrin ' (ودية). يعتقد أنها استلهمت أوروبا الفتاة أسماء مثل كاثرين ' ومارلين ؛ انظر نلاحظ أنه على خلاف سليم فخرية، واستخدام هذه اللواحق يخضع إلى حد كبير طريقة سليمة بالتزامن مع اسم معين، وعلى أثر المتحدث تسعى إلى تحقيقه.

### بيبي التحدث الاختلافات
بعض honorifics طفل حديث نسخ—mispronunciations مبسط جدا المرتبطة الأطفال الصغار، وبالتالي، الجاذبية. الطفل حديث لمؤسسة النقد العربي السعودي النسخة هو ((nihongo | ' chama |ちゃま|))، على سبيل المثال، والواقع ' تشان كان طفل حديث النسخة سان أن أصبحت تعتبر عادية فخرية.
بل هناك طفل رضيع حديث نسخ نسخ الحديث. تشان ' يمكن أن تتغير إلى ((nihongo | تان ' |たん|))، وأقل شيوعا، ((nihongo | ' chama |ちゃま|)) إلى ((nihongo |  تاما |たま|)). هذه هي شعبيا المستخدمة في أسماء وزارة التربية والتعليم التجسيم ق، والذي يشارك فيه طيف ويمثل شخصية نسائية وجوه، وهذا المفهوم، أو شعبية المنتجات الاستهلاكية. المعروفة جيدا ومن الأمثلة نظام التشغيل طان نظام التشغيل anthropomorphisms الفحم والتميمة Binchō طان.

## الروابط الخارجية
- كيفية استخدام اللواحق اليابانية
- Stason.org